# Tania Lamarca
Tania Lamarca Celada (* 30. April 1980 in Vitoria-Gasteiz) ist eine ehemalige spanische Rhythmische Sportgymnastin.

## Karriere
Lamarca war ab 1995 Mitglied der spanischen Nationalmannschaft in der rhythmischen Sportgymnastik und nahm ausschließlich an Gruppenwettbewerben teil. Bereits im selben Jahr feierte sie ihre ersten internationalen Erfolge: Bei den Weltmeisterschaften gewann sie mit der spanischen Gruppe Gold in der Übung mit drei Bällen und zwei Bändern sowie zweimal Silber – im Gruppenmehrkampf und mit fünf Reifen. Bei der Europameisterschaft desselben Jahres folgten Silber mit drei Bällen und zwei Bändern sowie Bronze im Mehrkampf und mit fünf Reifen.
Der größte Erfolg ihrer Karriere folgte 1996, als sie mit der Gruppe bei den Olympischen Spielen in Atlanta die Goldmedaille im Mehrkampf gewann. Zudem sicherte sie sich bei der Weltmeisterschaft in Budapest erneut Gold mit drei Bällen und zwei Bändern sowie Silber im Gruppenmehrkampf.
1997 gewann Lamarca bei der Europameisterschaft Silber mit fünf Bällen sowie Bronze mit drei Bällen und zwei Bändern. Nach dem Ende ihrer aktiven Laufbahn war sie auch als Trainerin tätig.